# Love (chanson de Lana Del Rey)
Pour les articles homonymes, voir Love.
Singles de Lana Del Rey
Music to Watch Boys To (en)
(2015) Lust for Life
(2017)
Love est une chanson de la chanteuse américaine Lana Del Rey, sortie le 18 février 2017, sur les labels Polydor Records et Interscope Records, en tant que single principal de son cinquième album studio, Lust For Life. La chanson a été écrite et produite par Emile Haynie, Lana Del Rey, Benny Blanco et Rick Nowels. Annoncée par des affiches à Los Angeles le 17 février, sa date de sortie est avancée à la suite de la mise en ligne de versions fuitées de la chanson le même jour. La chanson incorpore de la pop alternative, de la bubblegum pop, de la dream pop et du rock avec un style des années 1950.

## Contexte
Le 17 février 2017, des affiches sont placardées à Los Angeles avec des photographies de Lana Del Rey. Les images montraient la chanteuse la tête inclinée vers le bas, regardant « angéliquement », selon un rédacteur du magazine Billboard, une autre image d'elle avec un homme inconnu. En dessous, partiellement en surimpression du visage de l'artiste, se trouve le mot love, avec le nom de l'artiste juste en dessous,. Selon l'agence de publicité responsable de la campagne, Dash Two, trente panneaux d'affichage ont été installés dans la ville.
Le lendemain, Love est officiellement et inopinément publié en tant que premier single du cinquième album studio de Lana Del Rey, Lust For Life. Le titre a toutefois été illégalement mis en ligne avant sa sortie officielle sur les plateformes de streaming et l'iTunes Store, ce qui incite le label à le rendre disponible à la vente numérique quelques heures plus tard dans la journée. L'audio officiel de la chanson est publié sur le profil YouTube de Lana Del Rey le même jour. Cette chanson devait apparemment s'intituler Young & In Love, car la chanteuse avait déposé ce titre sur une plateforme d'auteurs-compositeurs le mois précédent. En outre, les paroles de "Love" contiennent des lignes avec les mots « young and in love »,.
La pochette du single est très similaire à celle des affiches, montrant à nouveau l'artiste la tête inclinée vers le bas. Le mot love occupe le centre de la photographie et le pseudonyme de l'artiste se trouve juste en dessous. À gauche, Lana Del Rey est représentée de profil, un micro devant elle.
La chanson incorpore de la pop alternative, de la bubblegum pop, de la dream pop et du rock avec un style des années 1950.

## Vidéoclip
Le vidéoclip de la chanson est réalisé par Rich Lee, la mention Directed by Rich Lee apparaissait dans les affiches diffusées à Los Angeles. Le clip est posté sur la page de Lana Del Rey de la plateforme vidéo Vevo le 20 février 2017 et enregistre trois millions de vues en moins de 24 heures,.

## Réception critique
Eve Barlow de Pitchfork écrit que « Love une ode à l'acceptation de soi ». Daniel Kreps de  Rolling Stone qualifie la chanson d'« hymne » et Frank Guan de Vulture a dit de Love qu'elle est « merveilleusement bonne ».
Pitchfork classe Love comme la 28e meilleure chanson de 2017 dans son classement annuel.

## Performance commerciale
Aux États-Unis, la chanson démarra 44e sur le Billboard Hot 100, avec 46 000 téléchargements, ainsi que 6.6 millions d'écoutes en streaming. Ce score marque ainsi la meilleure position sur le graphique américain depuis le premier single de l'album Ultraviolence, "West Coast". Love fait également ses débuts second sur le Hot Rock Songs, et numéro 29 sur le Adults Alternative Songs. En deux mois, la chanson totalise 85 000 ventes digitales, seulement aux États-Unis.
Lors de sa première semaine au Royaume-Uni, le single démarra 41e avec 11 457 ventes, pour sa seconde semaine, Love chuta de une place, mais avec 12 350 ventes.
Dans le monde, la chanson se classe trentième sur le classement de Mediatraffic, avec 82 000 points.
Love s'est également classé neuvième des ventes pures dans le monde lors de sa première semaine, avec 100 000 ventes pures.
La chanson sera certifiée disque d'or en Italie, pour 25 000 ventes, ainsi qu'en Suède et au Brésil, pour 20 000 ventes respectives,.

## Utilisations dans les  médias
La chanson peut être entendue dans l'épisode pilote de l'émission de télévision Siesta Key.

## Pistes
| 1. | Love | 4:39 |

| 1. | Love                                 | 4:32 |
| 2. | Lust for Life (featuring the Weeknd) | 4:24 |

## Classements
| Classements hebdomadaires (2017)                | Meilleure position |
| ----------------------------------------------- | ------------------ |
| Allemagne (Media Control AG)                    | 68                 |
| Australie (ARIA)                                | 41                 |
| Autriche (Ö3 Austria Top 40)                    | 43                 |
| Canada (Canadian Hot 100)                       | 48                 |
| Écosse (OCC)                                    | 16                 |
| Espagne (PROMUSICAE)                            | 86                 |
| France (SNEP)                                   | 86                 |
| France (SNEP Ventes)                            | 12                 |
| Grèce                                           | 3                  |
| Hongrie (Rádiós Top 40)                         | 4                  |
| Irlande (IRMA)                                  | 35                 |
| Islande (Ríkisútvarpið)                         | 9                  |
| Irlande (IRMA)                                  | 35                 |
| Nouvelle-Zélande Heatseeker (Recorded Music NZ) | 3                  |
| Portugal (Associação Fonográfica Portuguesa)    | 47                 |
| Royaume-Uni                                     | 41                 |
| Slovaquie (IFPI Rádio)                          | 13                 |
| Suède (Sverigetopplistan)                       | 49                 |
| Suisse (Schweizer Hitparade)                    | 27                 |
| États-Unis (Hot 100)                            | 44                 |
| États-Unis (US Rock Singles)                    | 2                  |
| États-Unis (Adults Alternative Songs)           | 29                 |

| Classement annuel (2017)      | Position |
| ----------------------------- | -------- |
| US Hot Rock Songs (Billboard) | 20       |

## Historique des sorties
| Région      | Date            | Format                 | Label                  | Ref.   |
| ----------- | --------------- | ---------------------- | ---------------------- | ------ |
| Monde       | 18 février 2017 | Téléchargement         | - Polydor - Interscope |        |
| Royaume-Uni | 24 février 2017 | Contemporary hit radio | - Polydor - Interscope | [ 50 ] |
| Italie      | 24 février 2017 | Contemporary hit radio | Universal              | [ 51 ] |
| États-Unis  | 28 mars 2017    | Alternative radio      | Interscope             | [ 52 ] |